# Asti Film Festival
L'Asti Film Festival è una rassegna cinematografica che si svolge dal 2011 ad Asti, presso il Teatro Alfieri e la Sala Pastrone. 

## Descrizione
Organizzato dal Circolo Cinematografico Sciarada in collaborazione con l'assessorato alla cultura del comune di Asti, si svolge nel periodo autunnale. La rassegna ha avuto la presenza di ospiti quali le attrici Guia Jelo e Serena Rossi, i registi Giancarlo Scarchilli, Giovanni Piperno e Mimmo Calopresti, e altri tra cui Luca Argentero in veste di produttore, Sergio Múñiz, Laura Morante con il suo primo film Ciliegine e lo sceneggiatore Andrea Cavaletto.
Il direttore del Festival è Riccardo Costa, con la consulenza del critico cinematografico Filippo Mazzarella. Il Festival ha avuto tra i suoi collaboratori lo scrittore Giorgio Faletti, il regista Lucio Pellegrini e l'attore Andrea Bosca.
Dal 2015 sono tre le sezioni in concorso:
- Sezione "La prima cosa bella"; lungometraggi "opere prime"
- Sezione "Asti doc"; documentari
- Sezione "Asti short"; cortometraggi

## Edizione 2011

### La prima cosa bella
- Miglior regia a Matteo Botrugno e Daniele Coluccini per la loro opera prima Et in terra pax
- Miglior film Io sono Li di Andrea Segre.

### Asti Doc
- Miglior regia e miglior film a Due volte genitori di Claudio Cipelletti

### Asti Short
- Miglior regia a Te vas? di Cristina Molino
- Miglior corto a Omero bello di nonna di Marco Chiarini

## Edizione 2012

### La prima cosa bella
- Miglior regia a Laura Morante per la sua opera prima Ciliegine
- Miglior film L'ultimo terrestre di Gian Alfonso Pacinotti

### Asti Doc
- Miglior regia e miglior film a Solo andata di Fabio Caramaschi e Left by the Ship di Emma Rossi Landi e Alberto Vendemmiati

### Asti Short
- Miglior regia a You Shall Not Leave the Way di Veronika Szemlova
- Miglior corto a La media pena di Sergio Barrejon

### Asti Horror Picture Show
- Miglior regia a Morituris di Raffaele Picchio
- Miglior film a Hidden in the Woods di Patricio Valladares

## Edizione 2013

### Asti Doc
- Miglior documentario a Mi pogolotti querido di Enrica Viola[3]
- Miglior regia (ex aequo) a Aureliano Amadei per Il leone di Orvieto e Francesca Balbo per Cadenas
- Premio giuria giovani a Mi pogolotti querido di Enrica Viola

### Asti Short
- Miglior corto a Ce l'hai un minuto? di Alessandro Bardani
- Migliore regia a Piero Messina per La prima legge di Newton
- Migliore attore a Jamie Rinaldi per Il passo della lumaca
- Migliore attrice a Eleonora Costanzo per Ammore
- Premio giuria giovani a Alle corde di Andrea Simonetti
- Premio del pubblico a Fratelli minori di Carmen Giardina

### Lungometraggi
- Miglior film a Amiche da morire di Giorgia Farina
- Migliore regia a Andrea Zaccariello per Ci vediamo domani
- Migliore attore a Rolando Ravello per Tutti contro tutti
- Miglior attrice a Sabrina Impacciatore per Amiche da morire
- Premio giuria giovani a Tutti contro tutti di Rolando Ravello
- Premio del pubblico a Fra 5 minuti in scena di Laura Chiossone

## Edizione 2014

### Asti Doc
- Miglior documentario a Fiamme di gadda di Mario Sesti[4]
- Miglior regia (ex aequo) a Marco Spagnoli per Walt Disnet e l'Italia
- Premio giuria giovani a Resilienza di Andrea e Antonio Cavallini
- Premio del pubblico a  Resilienza di Andrea e Antonio Cavallini

### Asti Short
- Miglior corto a Recuiem di Valentina Carnelutti
- Migliore regia a Adriano Valerio per 37' 4 S
- Migliore attore a Andre Bosca per A tutto tondo
- Migliore attrice a Elena Arvigo per Un uccello molto serio
- Premio giuria giovani a Recuiem di Valentina Carnelutti
- Premio del pubblico a A tutto tondo di Andrea Bosca

### Lungometraggi
- Miglior film a Piccola patria di Alessandro Rossetto
- Migliore regia a Paolo Zucca per L'arbitro
- Migliore attore al cast di Smetto quando voglio
- Miglior attrice a Greta Scarano per Senza nessuna pietà
- Premio giuria giovani a La mossa del pinguino di Claudio Amendola
- Premio del pubblico a Piccola patria di Alessandro Rossetto

## Edizione 2015

### La prima cosa bella
- Miglior film a Last summer di Leonardo Guerra Seragnoli
- Miglior regia a Andrea Jublin per Banana
- Miglior attore a Marco Todisco per Banana
- Miglior attrice a Sara Serraiocco per Cloro
- Premio nuove idee globali a Giorgio Pasotti per Io, arclecchino
- Premio giuria giovani a La terra dei santi di Fernando Muraca
- Premio del pubblico a Last summer di Leonardo Guerra Seragnoli
- Premio Creative colonna sonora a L'attesa di Piero Messina

### Asti Doc
- Miglior film a Terra di transito di Paolo Martino
- Miglior regia a Emiliano Dante per Habitat
- Premio giuria giovani a Capulcu di Casazza, Prevosti, Zoja, Argentieri, Servi
- Premio del pubblico A tempo debito di Cristian Cinetto

### Asti short
- Miglior film a Due piedi sinistri di Isabella Salvetti
- Miglior regia di Emanuele Palamara per La smorfia
- Miglior attore a Francesco Montanari per Mala vita
- Miglior attrice a Beatrice Fedi per Margie
- Menzione speciale Giuria critica a La valigia di Pier Paolo Paganelli
- Premio Giuria giovani a Mala vita di Angelo Licata
- Premio del pubblico a Dietro a un grande uomo di Michela Andreozzi

## Edizione 2016

### La prima cosa bella
- Miglior film a Lo scambio di Salvo Cuccia[5][6]
- Miglior regia a Irene Dionisio per Le ultime cose
- Miglior attore a Filippo Luna per Lo scambio
- Miglior attrice a Christina Andrea Rosamilia per Le ultime cose
- Premio giuria giovani a Wax:We are the X di Lorenzo Corvino
- Premio del pubblico a Il più grande sogno di Michele Vannucci
- Premio speciale Reale mutua per il welfare a Genitori di Alberto Fasulo

### Asti Doc
- Miglior film a Smokings di Michele Fornasero
- Miglior regia a Egidio Eronico per Nessuno mi troverà
- Premio giuria giovani a When we talk about kgb di Maximilian Dejoie e Virginija Vareikyte
- Premio del pubblico a La linea sottile di Paola Sangiovanni
- Menzione speciale della Giuria critica a Uomini proibiti di Angelita Fiore
- Premio speciale NIG (nuove idee Globali) a Prima di tutto di Marco Puccioni
- Premio speciale Vino è cultura a Bianco di babbudoiu di Igor Biddau

### Asti short
- Miglior film a Bagni di Laura Luchetti
- Miglior regia di Andrea Simonetti per La fuitina
- Miglior attore a Marco D'amore per Uomo in mare
- Miglior attrice a Valeria Solarino per L'ombra di Caino
- Menzione speciale Giuria critica per la sceneggiatura a Uomo in mare di Emanuele Palamara
- Premio Giuria giovani a Offline di Emanuela Mascerini
- Premio del pubblico a Deu ti amu di Jacopo Cullin
- Premio speciale Asti Film Festival a La spes di Susy Laude
- Premio speciale Banca reale per la legalità a Uomo in mare di Emanuele Palamara

## Edizione 2017

### La prima cosa bella
- Premio speciale della Giuria critica a Lovers di Matteo Vicino [6]
- Premio speciale Reale mutua per la legalità a Germano Gentile per Il legionario
- Premio speciale Asti è cinema a Pippo Delbono per Oltre la nebbia di Giuseppe Varlotta

### Asti Doc
- Miglior film a Funne di Katia Bernardi
- Miglior regia a Adriano Cutraro, Federico Greco, Mirko Melchiorre per Piigs
- Premio giuria giovani a Non voltarti indietro di Francesco Del Grosso
- Premio del pubblico a Libere di Rossella Schillaci

### Asti short
- Miglior film a Cani di razza di Matteo Nicoletta e Riccardo Antonaroli
- Miglior regia di Paolo Sassanelli per Amore disperato
- Miglior attore a Fabrizio Ferracane per Ieri e domani di Lorenzo Sepalone e Giovanni Anzaldo per Sullo stress del piccione di Luca Di Prospero e Giovanni Anzaldo
- Miglior attrice a Fabrizia Sacchi per Amore disperato
- Menzione speciale Giuria critica a Malamenti di Francesco Di Leva
- Premio Giuria giovani a It's fine anyway di Pivio Pischiutta
- Premio speciale Reale mutua sulla sicurezza stradale a M603 di Cristian Benaglio
- Premio speciale Asti è donna a Le ali velate di Nadia Kibout
- Premio reale mutua per il welfare a Leo Gullotta per Lettera a mia figlia di Giuseppe Alessio Nuzzo

- Premio Asti film festival alla carriera a Ivano Marescotti e Ilaria Occhini

- Premi speciali Web series Il prete di Andrea Piretti e Andrea De Rosa per Ivel di Domenico Pisani

## Edizione 2018

### La prima cosa bella
- Miglior film a Manuel di Dario Albertini[7]
- Miglior regia a Dario Albertini per Manuel
- Miglior attore a Paolo Sassanelli per Due piccoli italiani
- Miglior attrice a Daniela Poggi per L'esodo
- Premio giuria giovani a La casa di famiglia di Augusto Fornari
- Premio del pubblico a Manuel di Dario Albertini
- Premio giuria Libera-Mente a Nove lune e mezza di Michela Andreozzi

### Asti Doc
- Miglior film a My war is not over di Bruno Bigoni
- Miglior regia a Adriano Sforzi per Più libero di prima
- Premio giuria giovani a Immondezza di Mimmo Calopresti
- Premio Asti è cultura a 7 marzo '91 di Alessio Mattia e Alessia Conti

### Asti short
- Miglior film a In principio di Daniele Nicolosi
- Miglior regia di Lilian Sassanelli per Nell'orso
- Miglior attore a Adriano Pantaleo per Sensazioni d'amore
- Miglior attrice a Nadia Kibout per La pace dannata
- Menzione speciale Giuria critica a Nell'orso di Lilian Sassanelli
- Premio del pubblico a Come la prima volta di Hedy Krissane
- Premio reale mutua a Come la prima volta di Emanuela Mascherini
- Premio Vino è cultura a Le avventure di Mr Food & Mrs Wine di Antonio Silvestre
- Premio Albergo Etico a A me di Luca Arcidiacono